# Вербек, Франс
Франс Вербек (нидерл. Frans Verbeeck; род. 13 июня 1941, Лагдорп, провинция Фламандский Брабант, Бельгия) — бельгийский профессиональный шоссейный велогонщик в 1963—1977 годах.  Чемпион Бельгии в групповой гонке (1973). 

## Достижения
1964
2-й Гран-при Денена
1965
2-й Эшборн — Франкфурт
3-й Гран-при Денена
1968
3-й GP Union Dortmund
1969
1-й Гран-при Ефа Схеренса
2-й Париж — Тур
2-й Дрёйвенкурс Оверейсе
3-й Grand Prix du 1er mai - Prix d'honneur Vic De Bruyne
8-й Тур Фландрии
8-й Льеж — Бастонь — Льеж
1970
1-й Flèche hesbignonne-Cras Avernas
1-й Тур Пикардии — Генеральная классификация
1-й — Этап 1
1-й Омлоп Хет Ниувсблад
1-й Гран-при Ефа Схеренса
1-й — Этап 1а Тур Бельгии
1-й — Этап 1 Тур Люксембурга
1-й — Этап 2а Париж – Люксембург
1-й — Этап 5 Tour du Nord
2-й Льеж — Бастонь — Льеж
2-й Дварс дор Фландерен
3-й Гран-при Фурми
3-й Дрёйвенкурс Оверейсе
4-й Тур Фландрии
6-й Париж — Рубе
8-й Чемпионат мира — Групповая гонка (проф.)
9-й Милан — Сан-Ремо
1971
1-й Амстел Голд Рейс
1-й Гран-при Канн
1-й Гран-при Монако
1-й Гран-при Антиба
1-й Гран-при Ефа Схеренса
1-й — Этапы 1 и 5a Четыре дня Дюнкерка
1-й — Этапы 1, 3a, 3b и 4a Тур Люксембурга
2-й Флеш Валонь
3-й Льеж — Бастонь — Льеж
3-й Джиро ди Ломбардия
3-й Кюрне — Брюссель — Кюрне
8-й Чемпионат мира — Групповая гонка (проф.)
10-й Супер Престиж Перно
1972
1-й — Этап 2 Критериум Дофине
1-й Гран-при Монако
1-й Тур дю От-Вар — Генеральная классификация
1-й — Пролог Тур Люксембурга
1-й Омлоп Хет Ниувсблад
1-й — Этапы 1, 3 и 5 Tour du Nord
1-й — Этапы  3 и 5a Тур Бельгии
2-й Тур Лимбурга
3-й Тур Фландрии
4-й Милан — Сан-Ремо
4-й Джиро ди Ломбардия
8-й Чемпионат мира — Групповая гонка (проф.)
1973
1-й  Чемпион Бельгии - Групповая гонка
1-й — Этап 2 (КГ) Тур де Франс
1-й — Этап 1 Критериум Дофине
1-й Три дня Западной Фландрии
2-й Четыре дня Дюнкерка — Генеральная классификация
1-й — Этап 2
2-й Тиррено — Адриатико — Генеральная классификация
1-й — Этап 4a
2-й Льеж — Бастонь — Льеж
2-й Гент — Вевельгем
2-й Амстел Голд Рейс
2-й Париж — Брюссель
3-й Париж — Тур
3-й Флеш Валонь
6-й Париж — Рубе
6-й Милан — Сан-Ремо
7-й Тур Фландрии
8-й Супер Престиж Перно
9-й Джиро ди Ломбардия
1974
1-й Тур Лимбурга
1-й Гран-при Валлонии
1-й Флеш Валонь
1-й — Пролог Тур Бельгии
1-й Tour du Condroz
2-й Тур Люксембурга — Генеральная классификация
1-й — Этап 3
2-й Брабантсе Пейл
2-й Тур Фландрии
2-й Гран-при Канн
2-й Чемпионат Фландрии
3-й Супер Престиж Перно
3-й Гран-при Ефа Схеренса
3-й Эшборн — Франкфурт
3-й Чемпионат Цюриха
3-й E3 Харелбеке
3-й Grand Prix du Midi libre
5-й Джиро ди Ломбардия
8-й Милан — Сан-Ремо
10-й Льеж — Бастонь — Льеж
1975
1-й Тур Люксембурга — Генеральная классификация
1-й — Этапы 1 и 3
1-й E3 Харелбеке 
2-й Тур Фландрии
2-й Гент — Вевельгем
2-й Три дня Западной Фландрии
2-й Флеш Валонь
2-й Эшборн — Франкфурт
2-й Тур Нидерландов
3-й Тур Бельгии — Генеральная классификация
3-й Гран-при Пино Черами
4-й Льеж — Бастонь — Льеж 
8-й Супер Престиж Перно
1976
1-й Гран-при Монако
1-й Тур дю От-Вар — Генеральная классификация
1-й Тур Люксембурга — Генеральная классификация
1-й — Этапы 1 и 2
1-й — Этап 3 Тур Средиземноморья
1-й Схелдепрейс
1-й Гран-при Ефа Схеренса
1-й Гран-при Антиба
2-й Флеш Валонь
2-й Гран-при Пино Черами
2-й Эшборн — Франкфурт
2-й Кубок Уго Агостони
3-й Брабантсе Пейл
3-й Гент — Вевельгем
3-й Льеж — Бастонь — Льеж 
3-й Гран-при Валлонии 
7-й Джиро ди Ломбардия 
9-й Тур Фландрии 
10-й Париж — Рубе
1977
1-й Брабантсе Пейл
1-й Grand Prix de la ville de Vilvorde
1-й Circuit de Wallonie
1-й Дрёйвенкурс Оверейсе
3-й Эшборн — Франкфурт
7-й Льеж — Бастонь — Льеж 
8-й Тур Фландрии 

### Гранд-туры
| Гранд-тур                 | 1964 | 1965 | 1966 | 1967 | 1968 | 1969 | 1970 | 1971 | 1972 | 1973 |
| ------------------------- | ---- | ---- | ---- | ---- | ---- | ---- | ---- | ---- | ---- | ---- |
| Джиро д’Италия            | —    | —    | —    | —    | —    | —    | —    | —    | —    | —    |
| Тур де Франс              | НФ   | —    | —    | —    | —    | —    | —    | —    | 16   | НФ   |
| (c 2010 ) Вуэльта Испании | —    | 15   | —    | —    | —    | —    | —    | —    | —    | —    |

| —  | Не участвовал  |
| НФ | Не финишировал |